# Ronde van Vlaanderen 2007
De 91e editie van de Ronde van Vlaanderen werd gehouden op 8 april 2007 (paasdag) in België.

## Mannen
"De Ronde" startte om 9.45 uur in Brugge en eindigde na 256 kilometer in Meerbeke. Het dorp van de ronde was dit jaar Gavere. Vorig jaar werd de wedstrijd gewonnen door de Belg Tom Boonen van de Quickstep-Innergetic-ploeg. Tweede werd de Belg Leif Hoste. De Amerikaan George Hincapie werd derde.
Dit jaar werden volgende favorieten getipt: de Belgen Tom Boonen, Stijn Devolder, Philippe Gilbert, Leif Hoste en Peter Van Petegem; de Italianen Alessandro Ballan, Paolo Bettini en Filippo Pozzato; de Spanjaarden Óscar Freire en Juan Antonio Flecha; de Zwitser Fabian Cancellara en de Duitser Andreas Klier.
Uiteindelijk ging de overwinning naar de Italiaan Ballan, die Leif Hoste klopte in een spannende eindsprint. Het was de derde maal dat Hoste op de tweede plaats strandde.

### Hellingen
| - Molenberg - Wolvenberg - Kluisberg - Knokteberg - Oude Kwaremont - Paterberg | - Kortekeer - Steenbeekdries - Taaienberg - Eikenberg - Boigneberg - Leberg | - Berendries - Valkenberg - Tenbosse - Eikenmolen - Muur-Kapelmuur - Bosberg |

### Uitslag
| rang | renner                     | land        | ploeg                              | tijd       |
| ---- | -------------------------- | ----------- | ---------------------------------- | ---------- |
| 1    | Alessandro Ballan          | Italië      | Lampre-Fondital                    | 6u 10' 15" |
| 2    | Leif Hoste                 | België      | Predictor-Lotto                    | z.t.       |
| 3    | Luca Paolini               | Italië      | Liquigas                           | op 5"      |
| 4    | Karsten Kroon              | Nederland   | Team CSC                           | z.t        |
| 5    | Vladimir Goesev            | Rusland     | Discovery Channel Pro Cycling Team | z.t        |
| 6    | Tomas Vaitkus              | Litouwen    | Discovery Channel Pro Cycling Team | op 13"     |
| 7    | Nick Nuyens                | België      | Cofidis, Le Crédit par Téléphone   | z.t        |
| 8    | Dmitri Moeravjov           | Kazachstan  | Astana                             | z.t        |
| 9    | Michael Boogerd            | Nederland   | Rabobank                           | z.t        |
| 10   | Stuart O'Grady             | Australië   | Team CSC                           | op 35"     |
| 11   | Jesús del Nero             | Spanje      | Saunier Duval – Prodir             | z.t.       |
| 12   | Tom Boonen                 | België      | Quickstep – Innergetic             | z.t.       |
| 13   | Marcus Burghardt           | Duitsland   | T-Mobile Team                      | z.t.       |
| 14   | Filippo Pozzato            | Italië      | Liquigas                           | z.t        |
| 15   | Grégory Rast               | Zwitserland | Astana                             | z.t        |
| 16   | Steffen Wesemann           | Duitsland   | Team Wiesenhof-Felt                | z.t.       |
| 17   | Staf Scheirlinckx          | België      | Cofidis, Le Crédit par Téléphone   | z.t        |
| 18   | Cristian Moreni            | Italië      | Cofidis, Le Crédit par Téléphone   | z.t        |
| 19   | Daniele Bennati            | Italië      | Lampre-Fondital                    | z.t        |
| 20   | Björn Leukemans            | België      | Predictor-Lotto                    | op 42"     |
| 21   | Paolo Bettini              | Italië      | Quickstep – Innergetic             | op 48"     |
| 22   | Gorik Gardeyn              | België      | Unibet.com                         | op 1’32"   |
| 23   | Andy Cappelle              | België      | Landbouwkrediet-Tönissteiner       | z.t        |
| 24   | Salvatore Commesso         | Italië      | Tinkoff Credit Systems             | z.t        |
| 25   | Philippe Gilbert           | België      | La Française des Jeux              | z.t        |
| 26   | Frédéric Amorison          | België      | Landbouwkrediet-Tönissteiner       | z.t        |
| 27   | Brett Lancaster            | Australië   | Team Milram                        | z.t        |
| 28   | Maarten den Bakker         | Nederland   | Skil - Shimano                     | z.t        |
| 29   | Arnaud Coyot               | Frankrijk   | Unibet.com                         | z.t        |
| 30   | Aart Vierhouten            | Nederland   | Skil - Shimano                     | z.t        |
| 31   | Fabio Sabatini             | Italië      | Team Milram                        | z.t        |
| 32   | Bas Giling                 | Nederland   | Team Wiesenhof-Felt                | z.t        |
| 33   | Martin Elmiger             | Zwitserland | AG2R Prévoyance                    | z.t        |
| 34   | Anthony Geslin             | Frankrijk   | Bouygues Télécom                   | z.t        |
| 35   | Léon van Bon               | Nederland   | Rabobank                           | z.t        |
| 36   | Ralf Grabsch               | Duitsland   | Team Milram                        | z.t        |
| 37   | Enrico Franzoi             | Italië      | Lampre-Fondital                    | z.t        |
| 38   | Volodymyr Bileka           | Oekraïne    | Discovery Channel Pro Cycling Team | z.t        |
| 39   | Bert Roesems               | België      | Predictor-Lotto                    | z.t        |
| 40   | Markel Irizar              | Spanje      | Euskaltel-Euskadi                  | z.t        |
| 41   | Matthew Wilson             | Australië   | Unibet.com                         | z.t        |
| 42   | Filip Meirhaeghe           | België      | Landbouwkrediet-Tönissteiner       | z.t        |
| 43   | Stijn Devolder             | België      | Discovery Channel Pro Cycling Team | z.t        |
| 44   | Koen de Kort               | Nederland   | Astana                             | z.t        |
| 45   | Marcus Ljungqvist          | Zweden      | Team CSC                           | z.t        |
| 46   | Aljaksandr Koetsjynski     | Wit-Rusland | Liquigas                           | z.t        |
| 47   | Raivis Belohvoščiks        | Letland     | Saunier Duval – Prodir             | z.t        |
| 48   | Laurens ten Dam            | Nederland   | Unibet.com                         | z.t        |
| 49   | Óscar Freire               | Spanje      | Rabobank                           | z.t        |
| 50   | Bert De Waele              | België      | Landbouwkrediet-Tönissteiner       | z.t        |
| 51   | Johan Vansummeren          | België      | Predictor-Lotto                    | z.t        |
| 52   | Juan Antonio Flecha        | Spanje      | Rabobank                           | z.t        |
| 53   | Fabian Cancellara          | Zwitserland | Team CSC                           | z.t        |
| 54   | Jörg Ludewig               | Duitsland   | Team Wiesenhof-Felt                | z.t        |
| 55   | Andreas Klier              | Duitsland   | T-Mobile Team                      | z.t        |
| 56   | Maarten Tjallingii         | Nederland   | Skil - Shimano                     | z.t        |
| 57   | Kim Kirchen                | Luxemburg   | T-Mobile Team                      | z.t        |
| 58   | Sergej Ivanov              | Rusland     | Astana                             | z.t        |
| 59   | Peter Van Petegem          | België      | Quickstep – Innergetic             | z.t        |
| 60   | Thor Hushovd               | Noorwegen   | Crédit Agricole                    | op 2’57"   |
| 61   | Franck Renier              | Frankrijk   | Bouygues Télécom                   | z.t        |
| 62   | Matthew White              | Australië   | Discovery Channel Pro Cycling Team | z.t        |
| 63   | Vincent Jérôme             | Frankrijk   | Bouygues Télécom                   | z.t        |
| 64   | Elio Aggiano               | Italië      | Tinkoff Credit Systems             | z.t        |
| 65   | Christophe Laurent         | Frankrijk   | Crédit Agricole                    | z.t        |
| 66   | Laurent Mangel             | Frankrijk   | AG2R Prévoyance                    | z.t        |
| 67   | Alessandro Cortinovis      | Italië      | Team Milram                        | z.t        |
| 68   | Mathew Hayman              | Australië   | Rabobank                           | z.t        |
| 69   | Evert Verbist              | België      | Chocolade Jacques                  | z.t        |
| 70   | Imanol Erviti              | Spanje      | Caisse d'Epargne                   | z.t        |
| 71   | Francisco Ventoso          | Spanje      | Saunier Duval – Prodir             | z.t        |
| 72   | David Boucher              | Frankrijk   | Landbouwkrediet-Tönissteiner       | z.t        |
| 73   | Fabio Baldato              | Italië      | Lampre-Fondital                    | z.t        |
| 74   | David Kopp                 | Duitsland   | Gerolsteiner                       | z.t        |
| 75   | Massimiliano Mori          | Italië      | Lampre-Fondital                    | op 6’50"   |
| 76   | Wim Vansevenant            | België      | Predictor-Lotto                    | z.t        |
| 77   | Kevin Van Impe             | België      | Quickstep – Innergetic             | z.t        |
| 78   | Paolo Fornaciari           | Italië      | Lampre-Fondital                    | op 6’55"   |
| 79   | Igor Abakoumov             | België      | Astana                             | z.t        |
| 80   | Frédéric Guesdon           | Frankrijk   | La Française des Jeux              | z.t        |
| 81   | Gert Steegmans             | België      | Quickstep – Innergetic             | z.t        |
| 82   | Daniele Righi              | Italië      | Lampre-Fondital                    | z.t        |
| 83   | Kevin Hulsmans             | België      | Quickstep – Innergetic             | z.t        |
| 84   | Fabio Sacchi               | Italië      | Team Milram                        | op 7’10"   |
| 85   | William Bonnet             | Frankrijk   | Crédit Agricole                    | z.t        |
| 86   | Bernhard Eisel             | Oostenrijk  | T-Mobile Team                      | z.t        |
| 87   | Olaf Pollack               | Duitsland   | Team Wiesenhof-Felt                | z.t        |
| 88   | Arnaud Labbe               | Frankrijk   | Bouygues Télécom                   | z.t        |
| 89   | Aljaksandr Oesaw           | Wit-Rusland | AG2R Prévoyance                    | z.t        |
| 90   | Baden Cooke                | Australië   | Unibet.com                         | z.t        |
| 91   | Ludovic Auger              | Frankrijk   | La Française des Jeux              | z.t        |
| 92   | Mauro Da Dalto             | Italië      | Liquigas                           | z.t        |
| 93   | Claudio Corioni            | Italië      | Lampre-Fondital                    | z.t        |
| 94   | Floris Goesinnen           | Nederland   | Skil - Shimano                     | op 9’47"   |
| 95   | Frederik Willems           | België      | Liquigas                           | op 10’22"  |
| 96   | Christophe Mengin          | Frankrijk   | La Française des Jeux              | z.t        |
| 97   | Yohann Gène                | Frankrijk   | Bouygues Télécom                   | z.t        |
| 98   | Rony Martias               | Frankrijk   | Bouygues Télécom                   | z.t        |
| 99   | Sven Krauss                | Duitsland   | Gerolsteiner                       | z.t        |
| 100  | José Vicente García Acosta | Spanje      | Caisse d'Epargne                   | z.t        |
| 101  | Steffen Weigold            | Duitsland   | Tinkoff Credit Systems             | op 12’37"  |
| 102  | Alan Pérez                 | Spanje      | Euskaltel-Euskadi                  | z.t        |
| 103  | Pedro Horrillo             | Spanje      | Rabobank                           | z.t        |
| 104  | László Bodrogi             | Hongarije   | Crédit Agricole                    | z.t        |
| 105  | Tom Stamsnijder            | Nederland   | Gerolsteiner                       | z.t        |
| 106  | Wim De Vocht               | België      | Predictor-Lotto                    | z.t        |
| 107  | Heinrich Haussler          | Duitsland   | Gerolsteiner                       | z.t        |
| 108  | Kevin De Weert             | België      | Cofidis, Le Crédit par Téléphone   | z.t        |
| 109  | Sébastien Rosseler         | België      | Quickstep – Innergetic             | z.t        |
| 110  | Sven Renders               | België      | Chocolade Jacques                  | z.t        |
| 111  | Frederik Veuchelen         | België      | Chocolade Jacques                  | z.t        |
| 112  | Allan Johansen             | Denemarken  | Team CSC                           | z.t        |
| 113  | Sébastien Minard           | Frankrijk   | Cofidis, Le Crédit par Téléphone   | z.t        |
| 114  | Thierry Marichal           | België      | La Française des Jeux              | z.t        |
| 115  | Matthé Pronk               | Nederland   | Unibet.com                         | z.t        |
| 116  | Jan Boven                  | Nederland   | Rabobank                           | z.t        |

## Vrouwen
De Ronde van Vlaanderen was bij de vrouwen aan zijn vierde editie toe. De wedstrijd maakt deel uit van de wereldbeker en werd gewonnen door de Britse Nicole Cooke.

### Uitslag
| Plaats  | Naam              | Ploeg                            | Tijd     |
| ------- | ----------------- | -------------------------------- | -------- |
| Winnaar | Nicole Cooke      | Raleigh Lifeforce Creation       | 3u11'00" |
| 2       | Zoelfia Zabirova  | Bigla Pro Cycling                | + 2"     |
| 3       | Marianne Vos      | DSB Bank                         | + 5"     |
| 4       | Trixi Worrack     | Nürnberger Versicherung          | + 7"     |
| 5       | Karin Thürig      | Raleigh Lifeforce Creation       | z.t.     |
| 6       | Susanne Ljungskog | Team Flexpoint                   | + 9"     |
| 7       | Monia Baccaille   | Saccarelli EMU Marsciano         | + 28"    |
| 8       | Marta Bastianelli | Safi-Pasta Zara-Manhattan        | z.t.     |
| 9       | Sofie Goor        | Vlaanderen-Capri Sonne-T Interim | z.t.     |
| 10      | Lorian Graham     | Australische selectie            | z.t.     |
| 11      | Nikki Butterfield | Australische selectie            | z.t.     |
| 12      | Andrea Graus      | Nürnberger Versicherung          | z.t.     |
| 13      | Gunn-Rita Dahle   | Safi-Pasta Zara-Manhattan        | z.t.     |
| 14      | Annette Beutler   | Team Flexpoint                   | z.t.     |
| 15      | Priska Doppmann   | Raleigh Lifeforce Creation       | z.t.     |
| 16      | Emma Rickards     | Australische selectie            | z.t.     |
| 17      | Grace Verbeke     | Lotto Belisol Ladies             | z.t.     |
| 18      | Svetlana Stolbova | Fenixs-HPB                       | z.t.     |
| 19      | Amber Neben       | Team Flexpoint                   | z.t.     |
| 20      | Marina Jaunatre   | Vienne Futuroscope               | z.t.     |

1913 · 
1914 · 
1915 · 
1916 · 
1917 · 
1918 · 
1919 · 
1920 · 
1921 · 
1922 · 
1923 · 
1924 · 
1925 · 
1926 · 
1927 · 
1928 · 
1929 · 
1930 · 
1931 · 
1932 · 
1933 · 
1934 · 
1935 · 
1936 · 
1937 · 
1938 · 
1939 · 
1940 · 
1941 · 
1942 · 
1943 · 
1944 · 
1945 · 
1946 · 
1947 · 
1948 · 
1949 · 
1950 · 
1951 · 
1952 · 
1953 · 
1954 · 
1955 · 
1956 · 
1957 · 
1958 · 
1959 · 
1960 · 
1961 · 
1962 · 
1963 · 
1964 · 
1965 · 
1966 · 
1967 · 
1968 · 
1969 · 
1970 · 
1971 · 
1972 · 
1973 · 
1974 · 
1975 · 
1976 · 
1977 · 
1978 · 
1979 · 
1980 · 
1981 · 
1982 · 
1983 · 
1984 · 
1985 · 
1986 · 
1987 · 
1988 · 
1989 · 
1990 · 
1991 · 
1992 · 
1993 · 
1994 · 
1995 · 
1996 · 
1997 · 
1998 · 
1999 · 
2000 · 
2001 · 
2002 · 
2003 · 
2004 · 
2005 · 
2006 · 
2007 · 
2008 · 
2009 · 
2010 · 
2011 · 
2012 · 
2013 · 
2014 · 
2015 · 
2016 · 
2017 · 
2018 · 
2019 · 
2020 · 
2021 · 
2022 · 
2023 · 
2024
Lijst van beklimmingen
 Parijs-Nice · 
 Tirreno-Adriatico · 
 Milaan-San Remo · 
 Ronde van Vlaanderen · 
 Ronde van het Baskenland · 
 Gent-Wevelgem · 
 Parijs-Roubaix · 
 Amstel Gold Race · 
 Waalse Pijl · 
 Luik-Bastenaken-Luik · 
 Ronde van Romandië · 
 Ronde van Italië · 
 Ronde van Catalonië · 
 Critérium du Dauphiné Libéré · 
 Ronde van Zwitserland · 
 Ploegentijdrit Eindhoven · 
 Ronde van Frankrijk · 
 Clásica San Sebastián · 
 Ronde van Duitsland · 
 Vattenfall Cyclassics · 
  ENECO Tour · 
 GP Ouest France-Plouay · 
 Ronde van Spanje · 
 Ronde van Polen · 
 Kampioenschap van Zürich · 
 Parijs-Tours · 
 Ronde van Lombardije